# UFC 79
UFC 79: Nemesis fue un evento de artes marciales mixtas celebrado por Ultimate Fighting Championship el 29 de diciembre de 2007 en el Mandalay Bay Events Center, en Las Vegas, Nevada, Estados Unidos.

## Historia
Es evento coprincipal fue la pelea tan esperada Chuck Liddell y Wanderlei Silva, así como el principal entre los excampeones de peso wélter de UFC Georges St-Pierre y Matt Hughes por el campeonato interino wélter.
La sensación del peso semipesado de PRIDE Rameau Thierry Sokoudjou hizo su debut en UFC contra el invicto Lyoto Machida.

## Resultados
| Tarjeta principal             | Tarjeta principal | Tarjeta principal | Tarjeta principal | Tarjeta principal                        | Tarjeta principal | Tarjeta principal | Tarjeta principal |
| Categoría                     |                   |                   |                   | Método                                   | Ronda             | Tiempo            | Notas             |
| ----------------------------- | ----------------- | ----------------- | ----------------- | ---------------------------------------- | ----------------- | ----------------- | ----------------- |
| Peso wélter                   | Georges St-Pierre | derr.             | Matt Hughes       | Sumisión verbal (armbar)                 | 2                 | 4:54              | [ a ]             |
| Peso semipesado               | Chuck Liddell     | derr.             | Wanderlei Silva   | Decisión (unánime) (29–28, 30–27, 30–27) | 3                 | 5:00              |                   |
| Peso pesado                   | Eddie Sanchez     | derr.             | Soa Palelei       | TKO (golpes)                             | 3                 | 3:24              |                   |
| Peso semipesado               | Lyoto Machida     | derr.             | Rameau Sokoudjou  | Sumisión (arm triangle choke)            | 2                 | 4:20              |                   |
| Peso ligero                   | Rich Clementi     | derr.             | Melvin Guillard   | Sumisión (rear naked choke)              | 1                 | 4:40              |                   |
| Tarjeta preliminar (Facebook) |                   |                   |                   |                                          |                   |                   |                   |
| Peso semipesado               | James Irvin       | derr.             | Luiz Cane         | Descalificación (rodillazo ilegal)       | 1                 | 1:51              |                   |
| Peso ligero                   | Manny Gamburyan   | derr.             | Nate Mohr         | Sumisión (achillies lock)                | 1                 | 1:31              |                   |
| Peso medio                    | Dean Lister       | derr.             | Jordan Radev      | Decisión (unánime) (30–27, 30–27, 30–27) | 3                 | 5:00              |                   |
| Peso wélter                   | Roan Carneiro     | derr.             | Tony DeSouza      | TKO (golpes)                             | 2                 | 3:30              |                   |
| Peso ligero                   | Mark Bocek        | derr.             | Doug Evans        | Decisión (unánime) (29–28, 29–28, 29–28) | 3                 | 5:00              |                   |

1. ↑  Por el Campeonato Interino de Peso Welter de UFC.

## Premios extra
Cada peleador recibió un bono de $50,000.
- Pelea de la Noche: Chuck Liddell vs. Wanderlei Silva
- KO de la Noche: Eddie Sanchez
- Sumisión de la Noche: Georges St-Pierre